# Roberto Guerrero
Roberto José Guerrero Isaza (ur. 16 listopada 1958 roku w Medellín) – kolumbijski kierowca wyścigowy.
Wywodzi się ze sportowej rodziny. Jego pochodzący z Argentyny ojciec startował na Igrzyskach Olimpijskich w Londynie w kolarstwie.

## Życiorys

### Początki kariery
Karierę wyścigową rozpoczął w 1972 roku w kartingu. W 1977 roku wyjechał do Wielkiej Brytanii, gdzie startował w Formule Ford, a później w Formule 3. W 1980 roku został wicemistrzem Brytyjskiej F3, przegrywając tytuł zaledwie dwoma punktami ze Stefanem Johanssonem.
Po tym sukcesie przeniósł się do Formuły 2, gdzie w barwach zespołu Maurer-BMW zajął siódme miejsce w klasyfikacji sezonu 1981 roku, odnosząc jedno zwycięstwo na torze Thruxton.

### Formuła 1
Występy w F2 zwróciły uwagę Mo Nunna, właściciela zespołu Formuły 1, Ensign, który podpisał z Kolumbijczykiem umowę na starty w sezonie 1982. Samochód należał do najsłabszych w stawce, a kierowca ukończył zaledwie dwa wyścigi spośród ośmiu, do których zdołał się zakwalifikować. Ósme miejsce podczas Grand Prix Niemiec okazało się jego najlepszym wynikiem w karierze F1.
W 1983 roku zespół Ensigna połączył się z Theodore Racing Teddy'ego Yipa, ale Guerrero ponownie nie zdobył żadnych punktów.

### CART
Po dwóch nieudanych sezonach w Formule 1 wyjechał do Stanów Zjednoczonych, gdzie rozpoczął występy w serii CART. W latach 1984–1986 startował w zespole George'a Bignottiego i Dana Cottera. Już w swoim trzecim starcie, podczas słynnego Indianapolis 500 zajął sensacyjne drugie miejsce. Bardzo dobrą passę w 500-milowym klasyku kontynuował w kolejnych dwóch sezonach, zajmując odpowiednio trzecie i czwarte pozycje.
Równocześnie wciąż oczekiwał na swoje pierwsze zwycięstwo w CART. Najbliżej tego wyczynu był podczas finałowej rundy sezonu 1986 na torze ulicznym w Miami, gdy prowadził od startu do ostatniego okrążenia, gdy w jego samochodzie zabrakło paliwa i został wyprzedzony przez Ala Unsera Jr.
Przełamanie w karierze nastąpiło w 1987 roku, gdy przeniósł się do zespołu Granatelli Racing. W drugim wyścigu sezonu, na torze owalnym w Phoenix, zanotował swoje długo oczekiwane pierwsze zwycięstwo w karierze CART.
Jednak ten sukces został w pewnym stopniu przyćmiony poprzez pechową porażkę w wyścigu Indianapolis 500. W tych zawodach Guerrero wysunął się na prowadzenie w końcowej fazie rywalizacji po awarii silnika lidera, Mario Andrettiego. Podczas ostatniego postoju w boksie defekt sprzęgła spowodował zgaszenie silnika w jego samochodzie i w efekcie utratę pozycji lidera na rzecz Ala Unsera. Mimo imponującego pościgu, Kolumbijczykowi zabrakło czterech sekund na dogonienie Amerykanina.
Niepowodzenie w Indianapolis powetował sobie na torze drogowym Mid-Ohio Sports Car Course gdzie odniósł swoje drugie zwycięstwo w karierze. Kilka dni po tym wydarzeniu doznał poważnych obrażeń w wypadku podczas sesji testowej na torze Indianapolis Motor Speedway, po którym przez 17 dni przebywał w stanie śpiączki. Przedwcześnie zakończony sezon 1987 był najlepszym w jego karierze za Oceanem; w klasyfikacji generalnej zajął czwartą pozycję.
Mimo niekorzystnych rokowań, zdołał powrócić do pełnej sprawności i ponownie stanął na starcie wyścigów CART w 1988 roku. W swoim pierwszym występie zajął drugie miejsce na torze owalnym w Phoenix.
W 1989 roku rozwiązał przedwcześnie kontrakt z ekipą Granatelli i przeniósł się do Patrick Racing, który podpisał umowę na dostawę silników z koncernem Alfa Romeo. Kolejne dwa sezony okazały się jednak kompletnie nieudane, gdyż włoskie jednostki napędowe były znacznie słabsze od konkurencyjnych Chevroleta i Coswortha. Przenosiny do Patrick Racing Guerrero określił jako najgorszą decyzję w swoim życiu.
W 1991 roku nie mógł znaleźć stałego zatrudnienia; w drugiej połowie sezonu zaliczył tylko pięć wyścigów w barwach zespołu Bernstein Racing. W 1992 roku wziął udział tylko w dwóch wyścigach, lecz ponownie odegrał niechlubną rolę podczas Indianapolis 500. Podczas kwalifikacji ustanowił rekord toru, zdobywając pole position, ale w trakcie okrążenia rozgrzewkowego wpadł w poślizg i uderzył w wewnętrzną ścianę.
W 1993 roku zaliczył ostatni pełny cykl startów w CART, ale ponownie nie zanotował żadnych sukcesów. W kolejnych dwóch latach wystartował tylko w trzech wyścigach i jego kariera zdawała się dobiec końca, ale została przedłużona po powstaniu w 1996 roku serii Indy Racing League.

### Indy Racing League
Był jednym z kilkunastu weteranów CART, którzy nie mając szans na sukcesy w tej serii przenieśli się do Indy Racing League. W latach 1996–1999 startował w barwach zespołów Pagan Racing i Cobb Racing. Jego najlepszym wynikiem w tym okresie było czwarte miejsce (dwukrotnie).
W 1996 roku zajął piąte miejsce w Indianapolis 500, mimo kolizji na ostatnim okrążeniu z Alessandro Zampedrim i Eliseo Salazarem. Karierę ostatecznie zakończył po nieudanej próbie zakwalifikowania się do Indianapolis 500 w 2001 roku.
W 2010 roku został zaangażowany przez zespół Bryan Herta Autosport jako mentor i doradca debiutującego w IndyCar Sebastiána Saavedry podczas Indianapolis 500.

## Indianapolis 500
| Rok  | Nadwozie | Silnik         | Start | Wynik | Uwagi                  |
| ---- | -------- | -------------- | ----- | ----- | ---------------------- |
| 1984 | March    | Cosworth       | 7     | 2     |                        |
| 1985 | March    | Cosworth       | 16    | 3     |                        |
| 1986 | March    | Cosworth       | 8     | 4     |                        |
| 1987 | March    | Cosworth       | 5     | 2     |                        |
| 1988 | Lola     | Cosworth       | 12    | 32    | Wypadek                |
| 1990 | March    | Alfa Romeo     | 28    | 23    | Zawieszenie            |
| 1991 | Lola     | Alfa Romeo     | 28    | 30    | Wypadek                |
| 1992 | Lola     | Buick          | 1     | 33    | Wypadek przed startem  |
| 1993 | Lola     | Chevrolet      | 10    | 28    | Wypadek                |
| 1994 | Lola     | Buick          | 20    | 33    | Wypadek                |
| 1995 | Reynard  | Ilmor-Mercedes | 13    | 12    |                        |
| 1996 | Reynard  | Ford           | 6     | 5     | Wypadek                |
| 1997 | Dallara  | Nissan         | 19    | 27    | Układ kierowniczy      |
| 1998 | Dallara  | Oldsmobile     | 9     | 22    |                        |
| 1999 | G-Force  | Nissan         | 25    | 25    | Silnik                 |
| 2000 | Dallara  | Oldsmobile     |       |       | Nie zakwalifikował się |
| 2001 | Dallara  | Oldsmobile     |       |       | Nie zakwalifikował się |

## Życie prywatne
Żonaty z Amerykanką Katie Boster, którą poznał w 1982 roku przy okazji Grand Prix Monako Formuły 1. Para ma trójkę dzieci (dwóch synów i córkę). Na stałe mieszka w San Juan Capistrano w stanie Kalifornia.
W 1989 roku otrzymał obywatelstwo amerykańskie.